# Fomerey
Fomerey (1801 noch mit der Schreibweise Fromecy) ist eine französische Gemeinde mit 141 Einwohnern (1. Januar 2022) im Département Vosges in der Region Grand Est (bis 2015 Lothringen). Sie gehört zum Arrondissement Épinal und zum Kommunalverband Agglomération d’Épinal.

## Geografie
Die Gemeinde Fomerey liegt elf Kilometer nordwestlich von Épinal, der Präfektur des Départements Vosges.
Im Gebiet der Gemeinde entspringt der Ruisseau de l’Étang, ein Nebenfluss der Avière. Der von Nordwesten kommende Ruisseau de Jaunay mündet nordöstlich des Dorfkerns in den Ruisseau de l’Étang. Die Siedlung wurde auf dem leicht erhöhten Terrain zwischen den beiden Bächen errichtet. Das Bodenrelief um Fomerey ist durch sanfte Hügel geprägt, im Osten der Gemeinde steigt das Gelände allmählich an und erreicht mit 381 Metern über dem Meer den höchsten Punkt.
Das Rathaus (Mairie) bildet den von geschlossener Bebauung umgebenen Dorfkern, eine Kirche existiert in Fomerey nicht. Die Route de Gigney in Richtung Norden ist locker bebaut und geht nahtlos in das Gebiet der Gemeinde Gigney über.
Die vier Waldgebiete im Westen, Südwesten und Osten der Gemeinde haben zusammen eine Fläche von ca. 100 ha. Der Großteil des 5,03 km² großen Gemeindeareals wird landwirtschaftlich genutzt.
Nachbargemeinden von Fomerey sind Gigney im Norden, Domèvre-sur-Avière im Osten, Uxegney im Südosten, Darnieulles im Süden sowie Bocquegney im Westen.

## Geschichte
Überreste einer gallo-römischen Siedlung wurden einen Kilometer vom Dorfkern entfernt gefunden. Die Existenz des Dorfes Fomerey ist seit dem 15. Jahrhundert bezeugt. Der Bann von Bocquegney, zu dem auch das Dorf Fomerey zählte, war im Besitz der Vögte von Darney.

### Bevölkerungsentwicklung
| Jahr      | 1962 | 1968 | 1975 | 1982 | 1990 | 1999 | 2010 | 2021 |
| Einwohner | 103  | 112  | 96   | 105  | 112  | 120  | 152  | 143  |

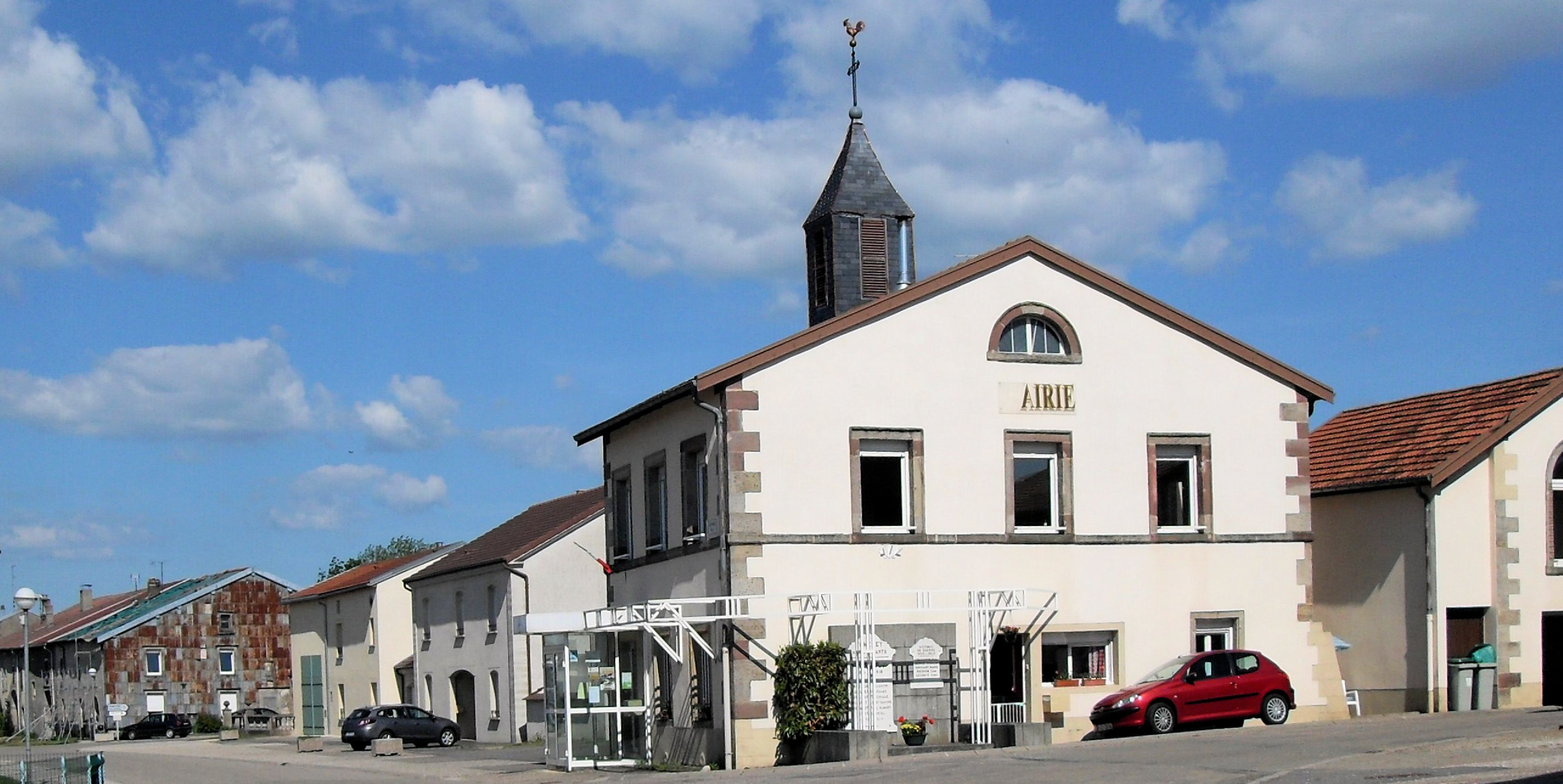
Dorfzentrum mit dem Rathaus

Im Jahr 1876 wurde mit 211 Bewohnern die bisher höchste Einwohnerzahl ermittelt. Die Zahlen basieren auf den Daten von cassini.ehess und INSEE.

## Sehenswürdigkeiten
- drei Brunnen
- Lavoir
- steinernes Wegkreuz

## Wirtschaft und Infrastruktur
In Fomerey sind fünf Landwirtschaftsbetriebe (Obstanbau, Milchwirtschaft, Rinderzucht) und kleine Handwerksbetriebe ansässig (Gartenbau, Fassadensanierung, Klempnerei). Einige Bewohner pendeln in die nahegelegene Agglomeration Épinal. Seit Schließung der Schule in Fomerey werden die Kinder im benachbarten Darnieulles betreut.
Fomerey ist durch Nebenstraßen mit den Nachbargemeinden verbunden, südlich der Gemeinde führt die teilweise zweistreifig ausgebaute D 166 von Épinal nach Vittel/Neufchâteau.

## Belege
1. ↑  Ortsname auf cassini.ehess.fr
2. ↑  Fomerey auf cc-olima-aviere.fr (Memento vom 7. Januar 2015 im Internet Archive) (französisch)
3. ↑  vosges-archives.com: Archives communales de Bocquegney (1793-1988) (Memento vom 26. Januar 2016 im Internet Archive; PDF; 90 KB, französisch)
4. ↑  Fomerey auf cassini.ehess
5. ↑  Fomerey auf INSEE
6. ↑  Landwirtschaftsbetriebe auf annuaire-mairie.fr (französisch)